# Léonard Bron
Léonard Bron (ur. w 1898 w Pully, zm. w 1980 w Kanadzie) – szwajcarski zapaśnik walczący w stylu wolnym. Olimpijczyk z Antwerpii 1920, gdzie zajął dziewiąte miejsce w wadze średniej.

## Letnie Igrzyska Olimpijskie 1920
| Konkurencja      | Rundy eliminacyjne | Rundy eliminacyjne         | Klas. końcowa |
| Konkurencja      | 1/16               | 1/8                        | Miejsce       |
| ---------------- | ------------------ | -------------------------- | ------------- |
| 75 kg styl wolny | wolny los Z        | Eino Aukusti Leino (FIN) P | 9.            |